# 博锐

Intel博锐前商标

Intel博锐商标

博锐（英語：vPro）平台是英特尔公司桌面商务平台项目，于2006年4月首次发布，鼓励廠商生产基于Core 2 Duo处理器和Q965 Express芯片组主機板的台式电脑。
在Centrino（迅馳）移动平台取得成功后，Intel又推出了Viiv（欢悦）桌上娱乐平台，现在又瞄准商务办公领域。
硬件方面，vPro提供整合的Intel显卡，领地包括台式电脑到笔记本电脑，还带来了一系列独特的新技术如Intel主动管理技术（AMT）、虚拟化技术（VT）、可信平台模块（TPM）等，有利于减少IT维护成本、提高安全性和节省能源消耗。
軟件方面，vPro将提供来自Adobe、CA公司、Novell、SAP公司、Skype、惠普、联想、思科、微软等配套软件，还有Altiris公司的网络管理软件和赛门铁克的安全软件，为企业提供一个一体化解决方案。
支援vPro的商用PC會貼有Intel Inside vPro的商標。只有支援vPro的晶片組（如Intel的Q系列晶片組）和支援vPro的CPU（如Core i5、Core i7、Core i9(後綴為500以上的cpu，例如i5-13500,i7-13700,i9-13900)組合才能支援vPro功能。